# 奔敦县
奔敦县是越南多乐省下辖的一个县。

## 地理
奔敦县西接柬埔寨，南接得农省格桔县，东南接邦美蜀市，东接格姆阿县，北接亚苏县。

## 历史
2001年8月15日，亚巴社部分区域划归果克涅社管辖；果克涅社析置新和社。

## 行政区划
奔敦县下辖7社，县莅亚外社。
- 亚外社（Xã Ea Wer）
- 果克涅社（Xã Cuôr Knia）
- 亚巴社（Xã Ea Bar）
- 亚霍社（Xã Ea Huar）
- 亚诺社（Xã Ea Nuôl）
- 新和社（Xã Tân Hòa）
- 克容纳社（Xã Krông Na）